# Yvré-le-Pôlin
Yvré-le-Pôlin è un comune francese di 1 898 abitanti situato nel dipartimento della Sarthe nella regione dei Paesi della Loira.

## Società

### Evoluzione demografica
Abitanti censiti